# Scleronycteris ega
Scleronycteris ega е вид бозайник от семейство Американски листоноси прилепи (Phyllostomidae).

## Разпространение
Видът е разпространен в Южна Америка. Среща се в северозападна Бразилия и южна Венецуела.